# 潘諾尼亞海
潘諾尼亞海（Pannonian Sea）是個史前淺海，位於現今歐洲的潘諾尼亞平原。在上新世，潘諾尼亞海的面積達到最大，並有厚達3到4公里的沉積層。

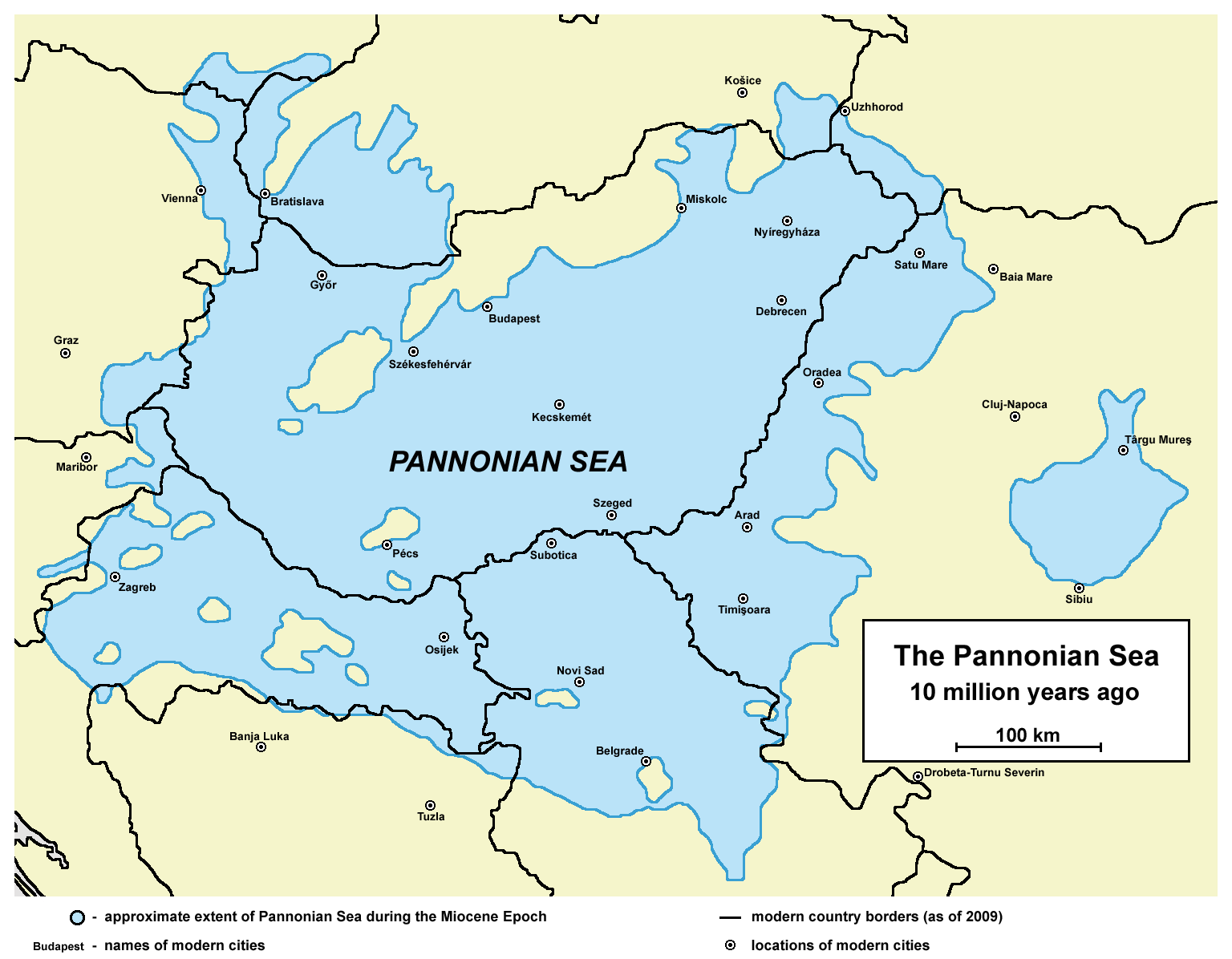
1,000萬年前的潘諾尼亞海的位置大約在今日匈牙利一帶

## 歷史
潘諾尼亞海形成於漸新世與中新世之間。潘諾尼亞海當時與特提斯洋相接，兩者的交界處相當於今日的Rona灣、巴伐利亞、維也納平原。在中新世，潘諾尼亞海與特提斯洋隔離，而特提斯洋逐漸消失於今日的西亞地區。
在東方的瓦拉幾亞黑海地區，有個海洋，兩者之間藉由傑爾達普海峽（Đerdap Strait）連接。在海平面最高的時候，潘諾尼亞海最南到塞爾維亞，摩拉瓦河河谷成為潘諾尼亞海的一個海灣，並與愛琴海連接。
潘諾尼亞海存在了約3,000萬年。在更新世中期消失，約60萬年前，而特提斯洋早已消失。